# Cloetta Fazer
Cloetta Fazer AB var ett svensk-finländskt företag som bildades 2000 i en fusion mellan Fazer-bolagens konfektyrtillverkning och Cloetta. Cloetta Fazer var då Nordens ledande konfektyrföretag med produktion i Sverige och Finland. Största marknader var Sverige, Finland, Norge, Danmark, Polen, Baltikum och Ryssland. 
År 2008 delades Cloetta Fazer i de två bolagen Fazer Konfektyr Service AB, ett dotterbolag till Fazer, och Cloetta, som noterades på Stockholmsbörsen.

## Godismärken
En rad av de stora konfektyrprodukter som tillverkades av Cloetta Fazer:

- Bridgeblandning
- Center
- Cloetta Kexchoklad
- Dumle
- Geisha
- Karl Fazer
- Lyckebär
- Marianne
- Plopp
- Polly
- Salta katten
- Tutti Frutti
- Tyrkisk Peber
- Ässä Mix (som säljs i Finland)
- Ögon